# Nabonassar
Nabonassar (fl. VIII secolo a.C.) è stato un sovrano babilonese.
Nabu-nasir (scritto in cuneiforme è dAG-PAB* oppure dAG-ÙRUir ed in greco, Ναβονάσσαρος, trasformato poi in "Nabonassar"), significa
" Nabū è protettore".
Fu re di Babilonia dal 747 al 734 avanti Cristo. Con lui è iniziata una nuova era astronomica, seguita anche dai Greci alessandrini fino alla riforma giuliana del calendario. Fu caratterizzata dalla scrupolosa e sistematica datazione cronologica dei documenti storici. Sia le Cronache babilonesi che il Canone di Tolomeo, iniziano, facendo riferimento alla sua ascesa al trono. Fu contemporaneo dei re assiri Assur-nirari V (754 a.C. - 745 a.C.) e Tiglatpileser III (731 a.C. - 727 a.C. ). Furono suoi contemporanei anche i re elamiti, Humban-Tahrah I (760 a.C. ? - 743 a.C.) e Humban- Nikas I (742 a.C. - 717 a.C.).

## Storia
Nulla si sa della sua provenienza o di origine. I suoi tre predecessori erano caldei. Il suo nome appare nella tavoletta conservata nel British Museum, denominata BM 27859, nota come "Cronaca Eclettica" (Eclectic Chronicle)

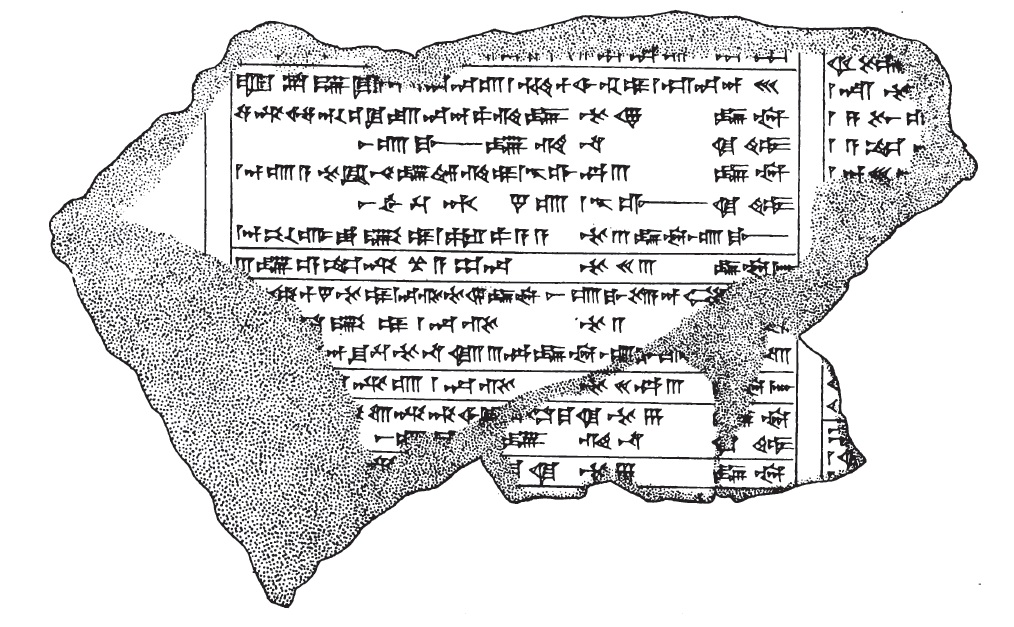
Dynastic Chronicle (elenco dinastico dei re Babilonesi)

Numerosi sono i reperti archeologici, riferiti al periodo del suo governo.
Durante il suo regno, probabilmente è stato redatta la Dynastic Chronicle, un testo sulla storia dell'antica Babilonia. Questo documento, costituito da una serie di frammenti di tavolette cuneiformi, enunciava la successione di re, che, iniziata in epoca antidiluviana, si concludeva con quella del suo predecessore immediato, Nabu-Suma-iškun.
Le origini etniche e tribali di Nabonassar non sono note, ma con lui iniziò, in un periodo caratterizzato da grandi turbolenze, una dinastia mista, in cui si alternarono monarchi di diversa provenienza.
A Nabonassar viene attribuita una cronaca di condanna del suo predecessore, accusato di aver compiuto atti esecrabili e di aver distrutto tutti i documenti appartenuti a precedenti civiltà.
Inoltre, redatta in quel periodo, risulterebbe una tavoletta denominata, "Cronaca dei prezzi di mercato" (Tavoletta denominata BM 48498, sempre nel British Museum) che esamina la volatilità dei prezzi di varie merci, come l'orzo, il sesamo, la lana, determinatasi nei precedenti regni. La registrazione dei prezzi termina con il regno di Nabu-Suma-iškun.

## L'astronomia

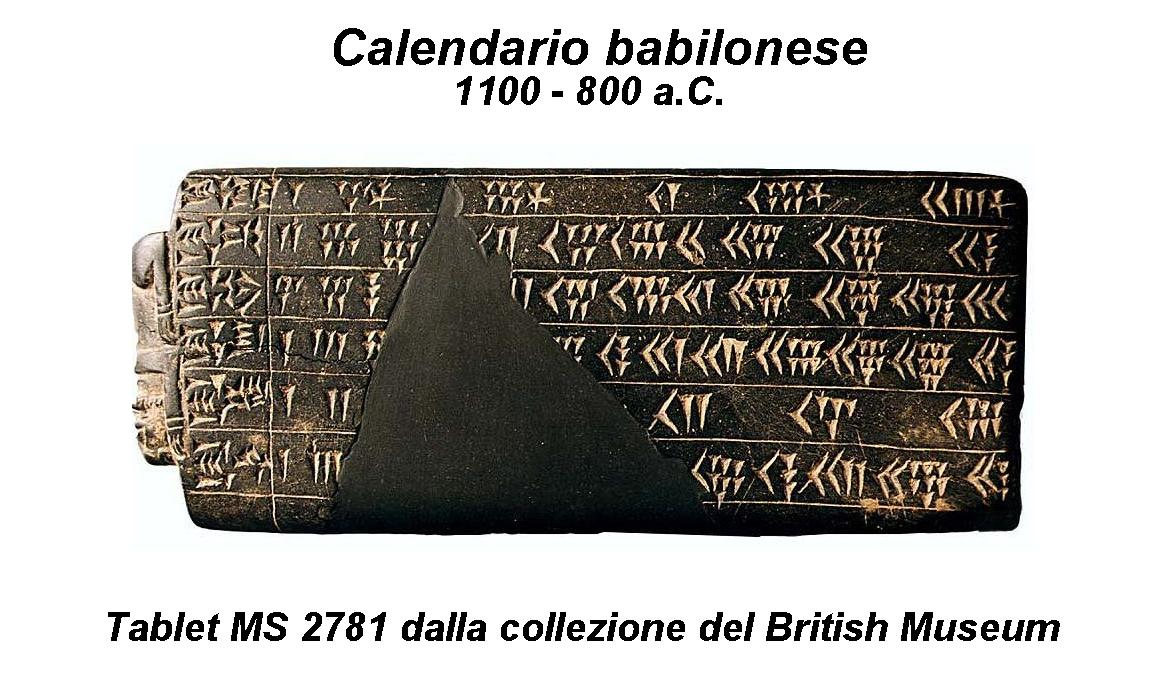
Calendario Lunare in uso prima di Nabonassar

Durante il suo regno iniziò un'accurata registrazione di fenomeni celesti, di enorme importanza per la storia dell'astronomia. Quando circa 900 anni dopo Claudio Tolomeo scrisse l'Almagesto, la più famosa opera di astronomia di tutti i tempi, egli datò gli eventi astronomici a partire dal primo anno di regno di Nabonassar e precisamente dal mezzogiorno del 26 febbraio 747 a.C. (giorno in cui quell'anno cadeva il capodanno dell'anno vago egizio). È probabile che un'eclissi lunare, seguita da una spettacolare congiunzione della luna e dei pianeti avvenute negli anni 747 a.C. - 746 a.C. abbiano ispirato un grande interesse per le osservazioni astronomiche e per verificarne la significatività astrologica. Per secoli, infatti, i babilonesi registrarono nelle loro cronache congiuntamente eventi astronomici ed eventi politici. Questo approccio sistematico viene considerato dagli storici della scienza il primo esempio di utilizzo di un metodo scientifico.
Le osservazioni astronomiche determinarono nei secoli successivi un graduale perfezionamento del calendario lunisolare. Benché già dal periodo di UR-III fosse noto che circa ogni tre anni occorreva intercalare un mese per riallineare il calendario con l'anno tropico, solo in epoca neo-babilonese l'intercalazione diventò sistematica portando all'utilizzo prima della octaeteride e successivamente di varianti del ciclo metonico. Tenuto conto che l'anno babilonese iniziava con l'equinozio di primavera veniva perlopiù ripetuto il dodicesimo mese, Addāru. Talvolta, però, la ripetizione riguardava il sesto mese, cioè il periodo dell'equinozio di autunno.

## Invasione assira

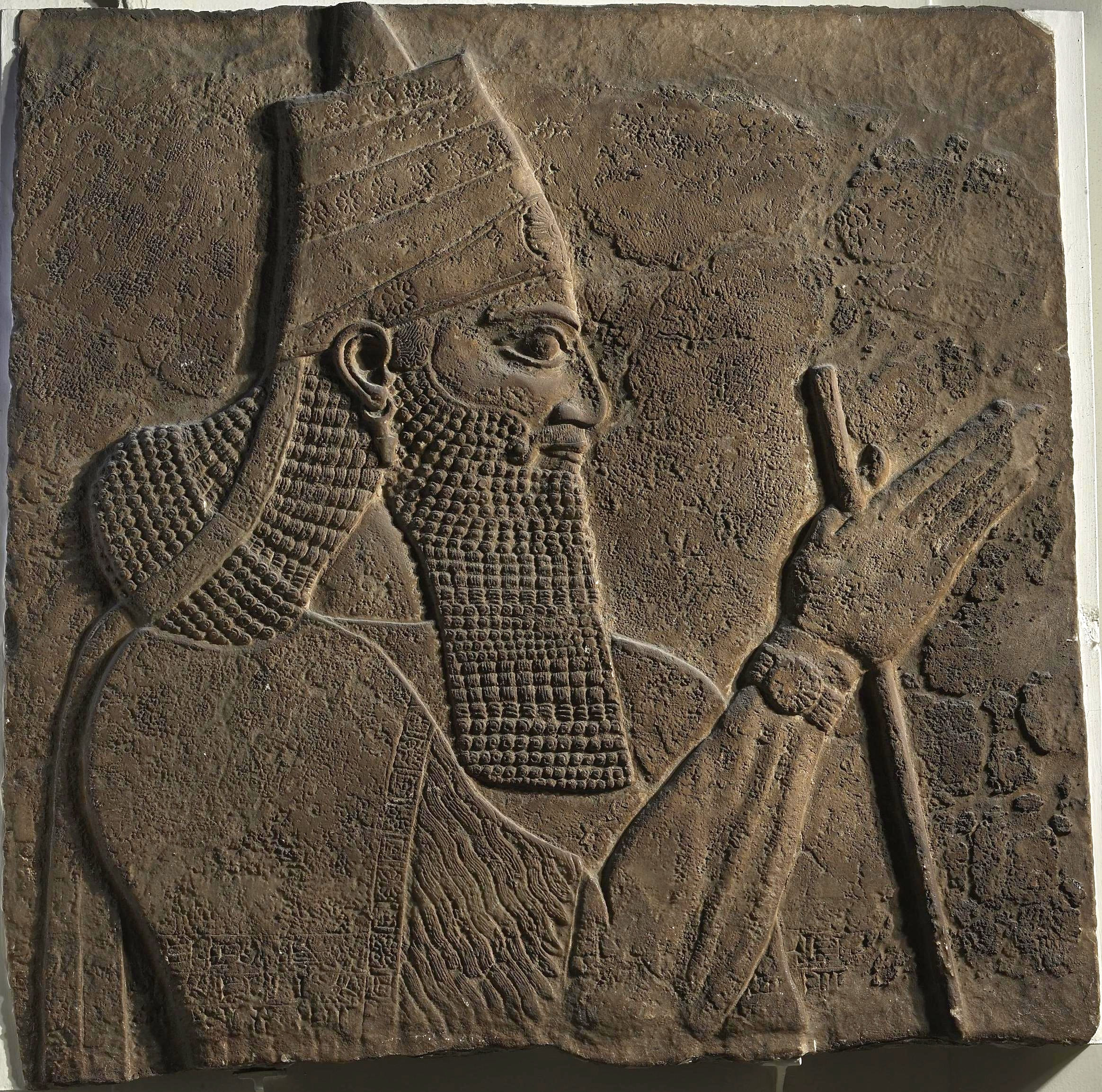
Tiglatpileser III, Re di Assiria, poi di Babilonia con il nome Pulu

Nabonassar aveva ereditato da Nabu-Suma-iškun un territorio lacerato da divisioni interne e lotte intestine e si trovò a fronteggiare le turbolenze delle tribù aramaiche e caldee, che indebolendo il potere centrale, rendevano insicuri i confini. In questo conteso il generale assiro Tukulti-APIL-Ešarra, meglio conosciuto, secondo la trascrizione ebraica, come Tiglat-Pileser III, aveva preso il potere, nella confinante Assiria, divenendone re.
Nel 745 a.C. invase i territori settentrionali del regno di Babilonia. Non è accertato se questo intervento sia stato sollecitato dal monarca babilonese, ma sta di fatto che quest'ultimo ne trasse, indubbiamente, dei benefici, ritrovando stabilità e autorevolezza nei suoi territori. Riuscì così, a domare le rivolte che si erano sviluppate a Borsippa ed in altri luoghi. In effetti Tiglatpileser III, controllava vasti territori del regno di Babilonia, ma mentre molti capi tribù vennero uccisi e le popolazioni sconfitte deportate, Nabonassar conservò il trono. Ragione per la quale le "Cronache babilonesi" ipotizzarono una sorta di vassallaggio di Babilonia nei confronti del re assiro. Formularono questa ipotesi tenendo in considerazione il fatto che, alla morte di Nabonassar, il figlio Nabu-Nadin-Zeri gli fu successore e solo dopo la deposizione di quest'ultimo ad opera dell'usurpatore Nabu-suma-ukin II e la sconfitta di Nabu-mukin-Zeri, re che lo seguì, Tiglatpileser III, salì al trono di Babilonia con il nome di Pulu.

## L'attività economica
Anche in questo caso, le notizie sono poche e frammentarie e provengono da 23 tavolette, riferite agli anni che vanno dal 721 a.C. al 626 a.C. Si può affermare, secondo gli studi di J. A. Brinkman, che il periodo del regno di Nabonassar, durato 14 anni, sia stato caratterizzato da una ripresa delle attività agricole, zootecniche e tessili, accompagnata da un incremento degli scambi commerciali.

## Morte e successione
In un ritrovato periodo di pace e tranquillità Nabonassar morì di malattia, nel palazzo reale nel 734 a.C., lasciando erede del trono di Babilonia il figlio Nabu-Nadin-Zeri. Caso unico di successione ereditaria avvenuta nel periodo che va dall'810 a.C., fino al sorgere dell'Impero neo-babilonese, nel 626 a.C.